# SN 2005mx
SN 2005mx – supernowa typu II odkryta 1 lipca 2005 roku w galaktyce A214008+1039. W momencie odkrycia miała maksymalną jasność 19,40m.